# Demografia de São Carlos
O município brasileiro de São Carlos, no interior do estado de São Paulo, teve um crescimento populacional grande a partir de meados do século XIX. Atualmente, conta com mais de 200.000 habitantes.

## Contribuições étnicas e migrações

### Histórico
Poucos registros existem dos primeiros habitantes do território de São Carlos, os quais eram denominados pela historiografia local de "guaianases", exterminados ou expulsos durante o século XIX. Entretanto, deviam ser, na realidade, povos indígenas tupis dos grupos Tupinambá e Tupiniquim, e povos gês dos grupos Kaingang e Kaiapó. Quanto aos posseiros, chamados "caboclos", eram lavradores vindos de regiões mais a leste. Mais tarde, foram expulsos ou absorvidos pelos empreendimentos agrícolas dos grandes fazendeiros.
Grande parte das famílias de fazendeiros que vieram para São Carlos no século XIX, constituindo a elite agrária, era proveniente da região do "quadrilátero do açúcar", em especial, de Piracicaba, Campinas, Itu e Porto Feliz. Algumas também partiram da capital paulista e de Minas Gerais.
Quanto às classes populares, foram compostas inicialmente, em grande parte, pela importação de negros escravos e, depois, de imigrantes europeus. Embora a fundação de São Carlos, em 1857, tenha coincidido com o declínio do regime escravista (o tráfico negreiro havia sido abolido em 1850), o trabalho escravo seria usado pelos fazendeiros da região por mais de 30 anos. Inicialmente, os escravos eram trazidos de municípios vizinhos. Ao final do Império, os fazendeiros passaram a importar escravos de outras regiões, em especial, das províncias nordestinas. Um importante local de comércio de escravos, à época, era a fazenda da Babilônia, de Manoel Cândido de Oliveira Guimarães.
Às vésperas da abolição, os conflitos entre escravos e senhores aumentaram e, após ela, mantendo-se o sistema de grandes lavouras e latifúndios, restaram poucas oportunidades de inserção e mobilidade social aos escravos. Mesmo antigos "escravos de confiança" passaram por dificuldades no período pós-abolição, como ocorreu no emblemático caso de Felício de Arruda Botelho. Muitos negros permaneceriam no meio rural, às vezes nas mesmas fazendas onde haviam sido escravos. Outros passariam para o meio urbano, em especial os nascentes bairros da Vila Nery, Vila Isabel e Vila Pureza, periferias de então, ou ainda, migrariam para outras regiões, buscando uma vida melhor ou o restabelecimento de laços de parentesco.
A primeira experiência com o trabalho imigrante em São Carlos ocorreu em 1876, quando o Conde do Pinhal financiou a vinda de alemães para sua fazenda. Na década de 1880, o município ficaria em terceiro lugar, no estado de São Paulo, no tocante ao recebimento de imigrantes, a maioria italianos.
A partir de 1902, com o decreto Prinetti, o qual proibiu a imigração subsidiada de italianos para o Brasil, devido aos maus tratos que estes vinham sofrendo, a imigração de italianos decresceu no município. Isso favoreceria a imigração espontânea, porém, não mais de agricultores, e sim, em geral, de artesãos e operários, os quais se estabeleceram no meio urbano. Na censo dos anos 1920, nota-se o aumento de imigrantes de outras nacionalidades, como os espanhóis e portugueses. Surgem também dois novos grupos de imigrantes na cidade, os sírios e os japoneses. Aliás, um dos filhos do Conde, Carlos Botelho, teve importante papel na imigração japonesa para o Brasil, tendo sido secretário da agricultura do Estado de São Paulo quando os primeiros imigrantes japoneses chegaram ao país, em 1908.
Na década de 1930, a população de São Carlos sofreu um decréscimo devido à crise cafeeira, havendo uma grande migração do campo para a cidade, ou ainda, para outras regiões mais interioranas de São Paulo. Após 1933, a imigração para o Brasil sofreu restrições, com a aprovação de uma lei de cotas de imigração. Enquanto isso, entre os anos 1930 e 1950, em outras regiões do estado de São Paulo, tinham início importantes migrações vindas do norte de Minas Gerais e do nordeste, inicialmente direcionadas a lavouras de café mais a oeste do estado e, depois, para as indústrias da capital.
A partir dos anos 1950, haveria uma retomada do crescimento populacional local, devido especialmente à implantação de indústrias na cidade. Os anos 1960 seriam marcados, no estado, por um intenso êxodo rural direcionado à capital. Isso seria revertido nos anos 1970, com o processo de interiorização da indústria paulista, além de novos empreendimentos agrícolas, o que ajudou a reter uma população que potencialmente migraria, além de propiciar a vinda crescente de contingentes migratórios de outras regiões.
Nos anos 1980, houve um decréscimo no ritmo de crescimento populacional no país e no estado de São Paulo, pela queda da fecundidade e das migrações interestaduais. No entanto, as regiões de Araraquara e São Carlos tiveram, à época, um crescimento populacional maior que a média estadual, em decorrência do fortalecimento de suas atividades econômicas.
Nos anos 1990 e 2000, os saldos migratórios na Região Central do estado diminuíram, embora tenham permanecido positivos, respondendo por 70% a 50% de seu crescimento absoluto. Isso ocorreu tanto pela diminuição dos contingentes de migrantes interestaduais para a região, quanto pelos fluxos migratórios de retorno. Nesta época, seriam consideráveis os fluxos de imigrantes vindos da região nordeste e a imigração intraestadual, além da emigração de retorno para o Paraná e Minas Gerais.
Ainda nos anos 1990, com o movimento dekassegui, muitos descendentes de japoneses deixaram a cidade.
Desde 2008, com as políticas de ações afirmativas na UFSCar, a cidade vem recebendo estudantes indígenas de diversas etnias e Estados, em especial terenas e umutinas.

### Dados
Em 1874 a cidade possuía 6.897 habitantes; em 1881, aproximadamente 10 mil habitantes. Com o começo da imigração italiana em 1886, a população chegou a 16.104 habitantes (tendo 1050 imigrantes italianos, ou 6,5% da população total) e, no fim do século, em 1899, contabilizava 10.396 imigrantes italianos, sendo a segunda maior imigração do estado. Por isso, era conhecida na Itália como "Piccola Italia".
Até o final do século XIX, a maioria da população de São Carlos era não branca, sendo que em 1886, negros, pardos e caboclos compunham 55% da população e os brancos somente 45%. Dos 5.950 negros e pardos existentes naquele ano no município, 2.987 eram escravos e 1.277 "ingênuos", filhos livres de mães escravas que, até os 21 anos, deveriam prestar serviços aos senhores, conforme disposto na Lei Rio Branco, de 1871. Ou seja, 71,6% dos negros e pardos do município eram escravos ou ingênuos. O grande número de escravos e filhos de escravos em São Carlos é explicado por tratar-se de uma região de fronteira de próspera expansão da cultura do café.
Com o processo de abolição da escravatura, a imigração para São Carlos cresceu enormemente, visando a substituição da mão de obra escrava por trabalhadores livres estrangeiros, em consonância com a ideologia de branqueamento racial da época. Em 1907, os brancos passaram a constituir a maioria, devido sobretudo à imigração italiana. Entre 1887 e 1907, o número de italianos no município aumentou dez vezes, e o de outros estrangeiros, sobretudo portugueses e espanhóis, aumentou quatro vezes. Em 1907, os 15.247 estrangeiros registrados compunham 40% da população de São Carlos, sendo que o impacto da imigração era muito maior, levando-se em conta que os filhos de estrangeiros nascidos no Brasil eram contados como brasileiros. Por outro lado, a população não branca diminuiu no município, sendo que negros e mulatos constituíam 12,5% dos habitantes. Os caboclos, descendentes aculturados de indígenas, foram eliminados do censo de 1907 e, supõem-se que alguns deles devem ter saído do município, enquanto muitos devem ter sido classificados como mulatos e alguns como brancos ou negros.
Por volta de 1900, a maioria dos casamentos realizados em São Carlos envolviam cônjuges imigrantes, e quase 90% das crianças nascidas no município eram filhas de pais estrangeiros. Entre 1898 e 1918, em torno de 60% das crianças nasciam de pais estrangeiros, sendo que só a partir da década de 1920 é que a maioria dos pais já eram nascidos no Brasil. Os censos de 1886 e 1907 mostram que a imigração estrangeira acarretou numa mudança considerável na composição étnica de São Carlos:
| Grupo               | 1886  | 1907  |
| Pretos              | 24,8% | 9,9%  |
| Pardos              | 12,2% | n/d   |
| Mulatos             | n/d   | 2,6%  |
| Caboclos            | 18%   | n/d   |
| Brancos brasileiros | 32,3% | 48,1% |
| Italianos           | 6,5%  | 29,3% |
| Portugueses         | 2,9%  | 4,3%  |
| Espanhóis           | 0,7%  | 4,3%  |
| Alemães             | 2,3%  | 0,5%  |
| Outros imigrantes   | 0,2%  | 1,1%  |

No século XX, o crescimento da população (a partir de 1950) foi resultado da industrialização e da consequente migração de outras regiões do estado e do país. Em decorrência, a partir de 1991, o crescimento demográfico vem sendo muito grande e rápido (de acordo com IBGE). E as novas pesquisas tem mostrado que a migração aumentou.[carece de fontes?]
Na cidade, a população (de acordo com o censo de 2000), mostra considerável número de famílias e de pessoas que individualmente migraram de outras regiões (ver quadro ao lado).[carece de fontes?]
Em 2010, a composição étnica era a seguinte:
| Etnia     | Percentagem |
| Brancos   | 72,34%      |
| Negros    | 5,28%       |
| Pardos    | 21,56%      |
| Amarelos  | 0,74%       |
| Indígenas | 0,09        |

## Religião
Primeiras entidades e espaços religiosos do município:
- Igreja Católica, Capela de São Carlos, atual Catedral (1857)
- Igreja Presbiteriana de São Carlos (1875)
- Candomblé e Umbanda: espaço Bola Preta ou Cinzeiro (final do século XIX),[31] Centro de Umbanda Caboclo Folha Verde (1971)[32]
- Espiritismo: Centro Espírita Maria de Jesus, atual Obreiros do Bem (1926)[33]
- Igreja Metodista do Brasil (1932)[34]
- Igreja Evangélica da Assembléia de Deus: Ministério de Madureira (1935)[35]
- Igreja Adventista do Sétimo Dia (1935)[36]
- Congregação Cristã do Brasil (1936)[37]
- Igreja Batista (1956, retomada em 2007)[38][39][40]
- Igreja do Evangelho Quadrangular (anos 1950)[41]
- Igreja de Jesus Cristo dos Santos dos Últimos Dias (Mórmons), Estaca São Carlos (anos 1960)[42]
- Outras denominações pentecostais mais recentes, como a Igreja Pentecostal Deus É Amor, a Igreja Internacional da Graça de Deus, e a Igreja Mundial do Poder de Deus (anos 1980 em diante)[43][44]
- Testemunhas de Jeová (segunda metade do século XX)
- Igreja Luterana (1995)[45]
- Santo Daime (2007)[46]
- Igreja Universal do Reino de Deus, Catedral na antiga ABASC (2010)
- Budismo (anos 2010)[47]
- Judaísmo: Grupo de Estudos da Congregação Israelita da Nova Aliança[48][49]

Os primeiros cemitérios da cidade localizavam-se no atual Largo São Benedito e no Campo do Rui (1882). Em 1890 foi implantado o Cemitério Nossa Senhora do Carmo, na região norte.
Proporções das denominações em 2010:
| Religião     | Porcentagem | Número  |
| Católicos    | 65,56%      | 145.519 |
| Protestantes | 21,15%      | 46.941  |
| Sem religião | 6,06%       | 13.446  |
| Espíritas    | 3,73%       | 8.269   |
| Budistas     | 0,11%       | 247     |
| Umbandistas  | 0,26%       | 522     |
| Judeus       | 0,02%       | 45      |

### Igreja Católica

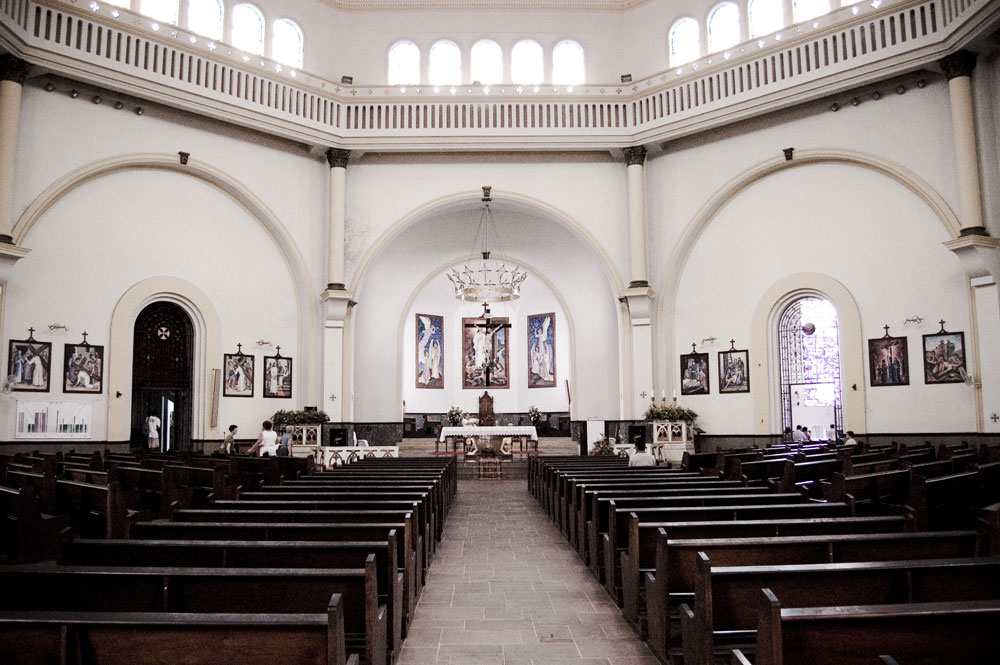
Vista da nave da Catedral de São Carlos Borromeu

O município é sede da Diocese de São Carlos (criada em 1 de março de 1908), abrangendo hoje, vinte e nove municípios da região central do estado paulista em cinco Regiões Pastorais. Compreende 70 paróquias, 14 quase-paróquias, duas capelas, uma diaconia e a Catedral.
A Igreja local conta com os irmãos lassalistas desde 1957. Atualmente os lassalistas administram o Colégio La Salle São Carlos, referência em educação humana e cristã.
Conta também com a presença da congregação dos salesianos de Dom Bosco, que tem uma presença significativa na cidade com uma obra social, o educandário (1947), atendendo em média quatrocentas crianças, as medidas socioeducativas ("LA" - Liberdade Assistida , "NAI" - Núcleo de Atendimento Integrado), escolinha de futebol, iniciação profissional, alfabetização de jovens e adultos, programas de apoio sócio-familiar, com sete oratórios festivos (atende as crianças e jovens nos finais de semana com atividades esportivas, recreativas e religiosas), com o noviciado (fase mais importante da formação do seminário salesiano) e com uma paróquia, a Nossa Senhora Auxiliadora.

## Outros dados
- Densidade demográfica: 194,5 hab/km²[56]
- Área total: 1.136,907 km²
- Área urbana: 79,971 km² - 7% da área total
- Área urbana ocupada: 33 km²
- Área construída em perímetro urbano: 60%
- Área vazia: 40%
- Crescimento populacional: média anual 2,61%
- População área urbana: 95,1%
- Construção urbana 2015: 117.190[57]
- Prédios cadastrados: 117.190[57]
- Número de eleitores: 184.522[58]
- Frota de veículos  184.695[59]
- População universitária flutuante: 29.500 (2014)
- Renda per capita:  R$ 41.282,81[60]
- Índice Firjan de Desenvolvimento Municipal (IFDM/2016):  valor consolidado, 0.8651  (0.9962 educação,0.9313 saúde e 0.6777 emprego e renda) ficando na 23° posição no ranking nacional.[61]

### Crescimento populacional
A seguir, uma tabela e um gráfico com dados sobre o crescimento populacional no município, compilados de censos e estimativas.
| Ano  | População |
| 1872 | 6.897     |
| 1886 | 16.104    |
| 1890 | 12.651    |
| 1900 | 55.729    |
| 1910 | 46.500    |
| 1916 | 70.209    |
| 1920 | 54.225    |
| 1925 | 52.462    |
| 1929 | 62.051    |
| 1930 | 44.978*   |
| 1934 | 51.620    |
| 1937 | 55.186    |
| 1940 | 48.609*   |
| 1946 | 48.533    |
| 1950 | 47.731    |
| 1958 | 51.929    |
| 1960 | 62.045    |
| 1970 | 85.425    |
| 1978 | 110.009   |
| 1980 | 119.542   |
| 1985 | 137.109   |
| 1991 | 158.221   |
| 1996 | 175.517   |
| 2000 | 192.998   |
| 2002 | 204.354*  |
| 2004 | 210.986*  |
| 2007 | 212.956   |
| 2008 | 218.080   |
| 2009 | 220.463   |
| 2010 | 221.950   |
| 2011 | 224.172*  |
| 2012 | 226.322*  |
| 2013 | 236.457*  |
| 2014 | 238.958*  |
| 2015 | 241.389*  |
| 2016 | 243.765   |
| 2018 | 249.415   |

Gráfico do crescimento populacional em São Carlos